# フェニックス級潜水艦
フェニックス級潜水艦(-きゅうせんすいかん、フランス語：Les Sous-marin Classe Phénix)は、フランス海軍の一等潜水艦の艦級 。630トン型の発展型であったが、フランスの早期の敗戦により未成に終わった。

## 概要
オーロール級潜水艦の拡大改良型として計画され、熱帯での運用も考慮されていた。1939年度に13隻の建造が承認されたが、第二次世界大戦勃発により着工されず、また戦後に計画が復活することもなかった。